# 白水藤
白水藤（学名：Pentastelma auritum）为夹竹桃科白水藤属的植物，是中国的特有植物。分布于中国大陆的海南等地，生长于海拔700米的地区，常生于山地花岗岩区丘陵山谷中，目前尚未由人工引种栽培。